# نيل والك
نيل والك (بالإنجليزية: Neal Walk)‏ مواليد 29 يوليو 1948 في كليفلاند - الوفاة 4 أكتوبر 2015، كان لاعب كرة سلة أمريكي بدأ مسيرته الاحترافية في سنة 1969 وحمل الرقم 41. بلغ طوله 6 قدم 10 بوصة (2.1 م). اعتزل اللعب في 1981. كان يلعب في مركز الوسط. لعب في الرابطة الوطنية لكرة السلة.

## فرق لعب لها
- فينيكس صنز
- يوتاه جاز
- نيويورك نيكس

## روابط خارجية
- نيل والك على موقع إن بي أي (الإنجليزية)
- نيل والك على موقع سبورتس رفرنس (الإنجليزية)
- نيل والك على موقع كلية كرة السلة في سبورتس رفرنس.كوم (الإنجليزية)
- نيل والك على موقع ريلجم (الإنجليزية)
- نيل والك على موقع بروبوليرز (الإنجليزية)